# Saint Just (higo)
Saint Just es un cultivar de higuera de tipo higo común Ficus carica autofértil, unífera es decir de una sola cosecha por temporada los higos de verano-otoño, de higos con epidermis con color de fondo amarillo verdoso, y sobre color verde claro. Los higos  muy prolíficos y abundantes, se presentan por pares en la rama. Su origen está en el suroeste francés aunque el lugar específico es desconocido.

## Sinonimia
- „sin sinónimo“ [5][6]

## Historia
Esta variedad de higuera tiene su origen en el suroeste de Francia aunque lugar desconocido. También se especula que su origen pueda estar situado en España.

## Características
La higuera 'Saint Just' es un árbol de tamaño mediano, con un porte semierecto, moderadamente vigoroso, muy fértil, hojas de 3 y de 5 lóbulos ( en esta con los lóbulos 2,3 y 4 grandes y anchos espatulados con algún sublóbulo y los lóbulos 1 y 5 más pequeños y terminados en punta), es una variedad unífera de tipo higo común, de producción solamente de higos, muy prolífica, siendo una de sus características que los higos se presentan juntos por pares en la rama.
Higo pequeño esferoidal ligeramente alargado, con epidermis con color de fondo amarillo, y sobre color verde claro, cuando maduran se vuelven totalmente amarillos. La carne (mesocarpio) tiene un grosor de medio a grande con color blanco; aquenios de tamaño medio escasos; cavidad interna ausente pues la parte central está llena de una pulpa almibarada muy jugosa.
La pulpa de color fresa (la pulpa se vuelve marrón amarillenta 1 o 2 días después de la cosecha, pero el higo sigue siendo muy bueno) ; maduración tardía en octubre a noviembre, buena calidad gustativa.

## El cultivo de la higuera
Los higos 'Sant Just' son aptos para la siembra con protección en USDA Hardiness Zones 7 a más cálida, su USDA Hardiness Zones óptima es de la 8 a la 10. Producirá mucha fruta durante la temporada de crecimiento. El fruto de este cultivar es de tamaño mediano a pequeño y rico en aromas.
Se cultiva en Francia para higo fresco y seco, los higos ya se secan en el árbol con el tiempo y se pueden cosechar en el suelo mediante una red bajo el árbol, una vez que se secan en las ramas.